# Лебедев, Владимир Александрович (Герой Социалистического Труда)
Владимир Александрович Лебедев (3 августа 1915 год, Павловская слобода, Московская губерния — 1989 год) — сотрудник отделения молекулярной физики Курчатовского института. Герой Социалистического Труда (1970).

## Биография
Родился 3 августа 1915 года в многодетной семье православного священника в Павловской Слободе Московской губернии (ныне — Истринский район Московской области). В 1933 году окончил ремесленное училище, после чего стал работать на Красногорском оборонном заводе. Во время Великой Отечественной войны работал в Новосибирске на Сибирском оборонном заводе. С декабря 1945 года трудился в лаборатории № 2 Академии наук СССР (с 1966 года — Институт атомной энергии имени Курчатова). Проработал на отделении молекулярной физики Института атомной энергии почти 40 лет.
Ленинская премия 1959 года (в составе коллектива) — за труд «Физические основы дальнего обнаружения ядерных взрывов».
Участвовал во Всесоюзной выставке ВДНХ.
В 1978 году вышел на пенсию, но вскоре вернулся в ИАЭ и отработал ещё шесть лет. Скончался в 1989 году.

## Награды
- Герой Социалистического Труда — указом Президиума Верховного Совета СССР от 23 декабря 1970 года
- Орден Ленина (1970)
- Медаль «В ознаменование 100-летия со дня рождения Владимира Ильича Ленина»